# Sommarnatt (album)
Sommarnatt var rockgruppen Snowstorms första album som släpptes 1980.

## Låtlista
1. "Rockistilen"
2. "Nya tider"
3. "Jag, bara jag"
4. "Sommarnatt"
5. "Jenny"
6. "Vive le rock"
7. "Snacket om stålar"
8. "Playboy"
9. "Vinternatt"
10. "Hisings Island"

## Listplaceringar
| Lista (1980) | Topplacering |
| ------------ | ------------ |
| Sverige      | 12           |

### Fotnoter
1. ↑  ”Nattlivstyranner”. Svensk mediedatabas. 26 februari 1980. http://smdb.kb.se/catalog/id/001887043. Läst 22 augusti 2014.
2. ↑  ”Snowstorm”. Swedishcharts. 26 februari 1980. http://swedishcharts.com/showitem.asp?interpret=Snowstorm&titel=Snowstorm&cat=a. Läst 22 augusti 2014.